# سعود العبد الرزاق
سعود عبدالعزيز العبدالرزاق (1908 - 13 أغسطس 1988) ، سياسي كويتي، رئيس مجلس الأمة الأسبق خلال الفترة 2 مارس 1965 حتى 29 يناير 1967 وكان نائباً لرئيس مجلس الأمة خلال الفترة 29 يناير 1963 حتى 2 مارس 1965.  

## عن حياته
سعود العبد الرزاق من الشخصيات الكويتية البارزة، وهو ابن عبد العزيز العبد الرزاق من أهم التجار الكوتيين ووالدته موزه الغانم وهي الأخرى من عائلة عريقة له إنجازات عديدة فهو واحد من مؤسسين الدستور الكويتي، وعضو في مجلس الأمة ومؤسس البنك الأهلي الكويتي ورئيس مجلس إدارته من 1968 إلى 1986 ، وهو أيضاً عضو في لجنه الدستور مع زملائه يعقوب الحميضي ، وحمود زيد الخالد، والشيخ سعد العبد الله، وعبد اللطيف الغانم.
ترشح لانتخابات المجلس التأسيسي سنة 1962 عن الدائرة السابعة وفاز في الانتخابات بعد حصوله على المركز الأول ب473 صوتاً  
وترشح لانتخابات مجلس الأمة 1963 عن الدائرة السابعة وفاز في الانتخابات بعد حصوله على المركز الأول ب565 صوتاً وفي 29 يناير 1963 انتخب نائباً لرئيس مجلس الأمة بعد حصوله على 34 صوتاً مقابل 29 صوتاً لجاسم عبدالعزيز القطامي وفي 2 مارس 1965 تم انتخب رئيساً امجلس الأمة بالتزكية بعد استقالة عبدالعزيز حمد الصقر من رئاسة المجلس في 16 فبراير 1965 وشغل المنصب حتى 29 يناير 1967. 

## من جريدة الطليعة
- دستور مؤقت

أكد د.أحمد محمد الخطيب موقفه الطامح إلى دستور ديمقراطي حقيقي، واعتبار دستور 62 مؤقتاً في دواوين الإثنين في عام 1989 ، حيث قال في إحدى تلك الجلسات عن دستور 62 : «لا ننفخه وايد، وضع في وقت معين، أمام وضع شعبي معين» ، موضحاً ذلك بأنه وضع في جو من كبت الحريات، وأن البلد لم يصل إلى النضج السياسي الكامل في ذلك الوقت، وقال بالحرف «ما كنا راضين عن دستور 62 إطلاقاً». وأوضح أنهم اعتبروه مؤقتاً ويعدَّل بعد 5 سنوات، لقيام دستور ثانٍ يعطي الشعب الكويتي حقه، بحيث ألا تكون هناك سلطة أخرى فوق مجلس الأمة، وأن هذه هي الديمقراطية الحقيقية التي تحفظ للشعب كرامته وحقه.
وهذا ما نقله علي الرضوان، أمين عام المجلس التأسيسي، وسكرتير لجنة صياغة الدستور، عن جلسة ودية جلس فيها رئيس المجلس عبد اللطيف ثنيان الغانم وحمود الزيد الخالد ود.أحمد الخطيب وعبد العزيز الصقر وسعود العبد الرزاق، وسألهم رئيس المجلس عبد اللطيف الغانم عن رأيهم، فقالوا إنه ليس الدستور الذي يريدون، وخصوصاً أنهم أرادوا دوراً أكبر للشعب في تشكيل الحكومة واختيار رئيس الوزراء، وأخذ ضمانات أكثر بما يتعلق بحل مجلس الأمة، وأبدى سعود العبد الرزاق انزعاجه، حيث وضح أن دستور 62 غير مرضي عليه، لأنه لم يعط للشعب كامل حقوقه، وخصوصاً أن العبد الرزاق كان عضواً في مجلس 1938، ورأى الاختلاف الكبير بين المجلسين، فالأول كان يعطي المزيد من الصلاحيات للشعب، نسبة لما هو موجود في دستور 62.
وأكد كذلك علي الرضوان، أن الشيخ عبد الله السالم كان قد سأل العبد الرزاق قبل أن يوقّع على الدستور: «هل هذا ما يريده الشعب؟»، ووقع على الدستور في اليوم نفسه، رغم أن لديه مدة شهر للتوقيع عليه، وبقلم العضو سعود العبد الرزاق، رغم أنهم كانوا يريدون أن يخصصوا أقلاماً خاصة ليوقع بها الشيخ عبد الله السالم، ولكنه آثر الاستعجال والتوقيع على الدستور بالقلم الموجود، فور علمه بأنه مطلب الشعب الكويتي.
وعندما نقل له سعود العبد الرزاق الآراء غير القابلة للدستور بهذا الوضع، قال إنهم يجب أن ينظروا له بأنه خطوة للأمام، وأنهم بإمكانهم التقدم أكثر بعد ذلك، وهذا بالضبط ما جعل الخبير الدستوري عثمان خليل يضع في الدستور نصاً يمنع التعديل، إلا لمزيد من الحرية والمساواة، حيث كان هذا اقتراح الأعضاء من أمثال سعود العبد الرزاق.

## أبناؤه
- بدر
- عيسى
- سالم
- عبد العزيز
- عبد الله
- عادل
- عبد الرزاق
- عبد الوهاب